# Thomandersiaceae
Classification APG II (2003)
Classification APG III (2009)
Famille
Les Thomandersiaceae (ou Thomandersiacées) sont une petite famille de plantes à fleurs de l'ordre des Lamiales. Elle a été introduite par le Angiosperm Phylogeny Website puis reconnue par la classification phylogénétique APG III (2009). Ce sont des arbustes et des plantes buissonnantes originaires de l’ouest et du centre de l’Afrique.

## Étymologie
Le nom vient du genre type Thomandersia, dérivé du nom du médecin et botaniste britannique Thomas Anderson (1832–1870), qui, en 1876, décrivit ce nouveau genre sous le nom de Scytanthus, nom qui fut ensuite abandonné, et renommé Thomandersia en 1891 par le botaniste français Henri Ernest Baillon, qui voulut ainsi honorer le premier descripteur de la plante.
Anderson fut directeur du jardin botanique de Calcutta.

## Classification
La famille des Thomandersiaceae comprend un seul genre Thomandersia et six espèces qui étaient classées dans la famille Acanthaceae par la classification phylogénétique APG II (2003).
La taxinomie et la phylogénie de cette famille est incertaine.

## Liste des genres
Selon NCBI (8 Jul 2010) :
- Thomandersia

## Liste des espèces
Selon NCBI (8 Jul 2010) :
- genre Thomandersia
  - Thomandersia hensii
  - Thomandersia laurifolia